# Zwinger
Zwinger, srednjovjekovni barokni dvorac i najznačajniji građevinski spomenik grada Dresdena. Djelo je arhitekta Matthäusa Daniela Pöppelmanna i kipara Balthasara Permosera te je izgrađen za vladavine Augusta II. Jakog. Svoj naziv dobio je po smještaju na gradskim zidinama gdje je 1709. zatvoreno jedno utvrđenje. Koristio se samo u reprezentativne svrhe.
U dvorcu Zwinger smješteno je više umjetničkih i povijesnih zbirki:
- Zbirka porculana
- Muzej životinja
- Wallpaviljon (galerija kipova)
- Matematičko-fizički salon (jedna od najstarijih zbirki znanstveno-tehničkih uređaja i najveća zbirka globusa u Njemačkoj)
- Oružarnica (Povijesni muzej)
- Galerije slika "Stari majstori" i "Novi majstori" (poznate izvan europskih granica)

## Vanjske poveznice
- Dresden Hrvatska enciklopedija, www.enciklopedija.hr

|  | Zajednički poslužitelj ima još gradiva o temi Zwinger |